# La Nuit des démons 3
Série
La Nuit des démons 2
(1994)
Pour plus de détails, voir Fiche technique et Distribution.
La Nuit des démons 3 ou Demon House (Night of the Demons 3) est un film d'horreur américain réalisé par Jim Kaufman sorti en 1997. Il s'agit du troisième volet de la série Night of the Demons.

## Résumé
Après une fusillade, un groupe de jeunes se réfugie dans la demeure abandonnée de Hull House. Ils ne se doutent pas qu'ils vont réveiller un démon sous les traits de Angela, une jeune femme aussi sensuelle que mystérieuse, qui hante les lieux depuis plusieurs années.

## Fiche technique
- Titre original : Night of the Demons 3
- Titre français : La Nuit des démons 3 ou Demon House
- Réalisation : Jim Kaufman
- Scénario : Kevin Tenney
- Société de production et de distribution : International Film Marketing
- Pays d'origine : États-Unis, Canada
- Genre : Fantastique
- Durée : 90 minutes
- Date de sortie : 
  -  États-Unis : 7 octobre 1997 (en VHS)
- Interdit aux moins de 12 ans

## Distribution
- Amelia Kinkade : Angela Franklin
- Larry Day : Larry
- Kristen Holden-Ried : Vince
- Gregory Kalpakis : Nick
- Tara Slone : Lois
- Christian Tessier : Orson
- Joel Gordon : Reggie
- Patricia Rodriguez : Abbie
- Stephanie Bauder : Holly
- Ian McDonald : Le vendeur de la boutique
- Richard Jutras : Rookie (le vétéran de la police)

## Autour du film
- Le film est aussi sorti en France sous le titre de Demon House dans certaines éditions DVD, ce qui peut prêter à confusion puisque le deuxième volet de la trilogie, La Nuit des démons 2, est aussi connu sous le titre Demon House 2.
- Le film ne reprend pas les mêmes personnages, excepté celui d'Angela Franklin, interprétée par Amelia Kinkade depuis le premier opus.